# Мухор-Кондуй
Мухо́р-Конду́й (рос. Мухор-Кондуй) — село у складі Читинського району Забайкальського краю, Росія. Входить до складу Верх-Читинського сільського поселення.

## Населення
Населення — 60 осіб (2010; 33 у 2002).
Національний склад (станом на 2002 рік):
- росіяни — 88 %